# Буздук (Долж)
Буздук (рум. Buzduc) насеље је у Румунији у округу Долж у општини Драготешти. Oпштина се налази на надморској висини од 139 m.

## Становништво
Према подацима из 2002. године у насељу је живело 219 становника, од којих су сви румунске националности.